# Amateur (película de 2016)
Amateur es una película argentina de suspense coescrita y dirigida por Sebastián Perillo y protagonizada por Alejandro Awada, Esteban Lamothe, Jazmín Stuart y Eleonora Wexler. Se estrenó el 24 de noviembre de 2016 en Argentina.

## Sinopsis
Martín, un director de televisión solitario (Esteban Lamothe) se obsesiona con su vecina Isabel (Jazmín Stuart), cuando encuentra un video erótico donde ella participa.
Pero Isabel resulta ser la mujer de Guillermo Battaglia (Alejandro Awada), el dueño del canal de televisión donde Martín trabaja. Isabel guarda un secreto que lo pondrá en peligro.

## Fechas de estreno
| Fechas de estreno (Fuente: IMDb) |                 |      |
| País                             | Fecha           | Año  |
| Argentina                        | 24 de noviembre | 2016 |

## Reparto
- Esteban Lamothe como Martín Suárez.
- Jazmín Stuart como Isabel.
- Alejandro Awada como Guillermo Battaglia.
- Eleonora Wexler como Laura.